# A Detroit Red Wings játékosainak listája
Itt azok a játékosok láthatók, akik legalább egy mérkőzésen pályára léptek a Detroit Red Wings színeiben, mely egy profi jégkorong csapat a National Hockey League-ben. Ez a lista a nem tartalmazza a Detroit Cougars és a Detroit Falcons játékosokat.

Tartalom: 
| Ábécé szerinti tartalomjegyzék                      |
| --------------------------------------------------- |
| A B C D E F G H I J K L M N O P Q R S T U V W X Y Z |

## A
- Justin Abdelkader,
- Gerry Abel,
- Sid Abel,
- Gene Achtymichuk,
- Greg Adams,
- Micah Aivazoff,
- Gary Aldcorn,
- Keith Allen,
- Ralph Almas,
- Dave Amadio,
- Dale Anderson,
- Earl Anderson,
- Ron Anderson,
- Joakim Andersson,
- Tommy Anderson,
- Al Arbour,
- Murray Armstrong,
- Brent Ashton,
- Oscar Asmundson,
- Pierre Aubry,
- Philippe Audet,
- Larry Aurie,
- Sean Avery,

## B
- Pete Babando,
- Bob Bailey,
- Garnet Bailey,
- Doug Baldwin,
- Doug Barkley,
- Ryan Barnes,
- Dave Barr,
- John Barrett,
- Marty Barry,
- Hank Bassen,
- Frank Bathe,
- Andy Bathgate,
- Bob Baun,
- Szergej Bautyin,
- Jack Beattie,
- Clarence Behling,
- Frank Bennett,
- Red Berenson,
- Michel Bergeron,
- Marc Bergevin,
- Gary Bergman,
- Thommie Bergman,
- Fred Berry,
- Todd Bertuzzi,
- Phil Bessler,
- Pete Bessone,
- Allan Bester,
- Dmitrij Bikov,
- Tom Bissett,
- Steve Black,
- Tom Bladon,
- Mike Blaisdell,
- Mike Bloom,
- John Blum,
- Marc Boileau,
- Patrick Boileau,
- Gilles Boisvert,
- Leo Boivin,
- Ivan Boldirev,
- Dan Bolduc,
- Marcel Bonin,
- Darryl Bootland,
- Henry Boucha,
- Claude Bourque,
- Scotty Bowman,
- Rick Bowness,
- Irwin Boyd,
- John Brenneman,
- Carl Brewer,
- Mel Bridgman,
- Adam Brown,
- Andy Brown,
- Arnie Brown,
- Connie Brown,
- Doug Brown,
- Gerry Brown,
- Larry Brown,
- Jeff Brubaker,
- Ed Bruneteau,
- Modere Bruneteau,
- Fabian Brunnström
- Juri Bucajev,
- John Bucyk,
- Tony Bukovich,
- Hy Buller,
- Charlie Burns,
- Shawn Burr,
- Cummy Burton,
- Eddie Bush,
- Walter Buswell,

## C
- Kyle Calder,
- Mitch Callahan,
- Al Cameron,
- Craig Cameron,
- Colin Campbell,
- Terry Carkner,
- Billy Carroll,
- Greg Carroll,
- Dwight Carruthers,
- Frank Carson,
- Jimmy Carson,
- Joe Carveth,
- Frantisek Cernik,
- John Chabot,
- Milan Chalupa,
- Bob Champoux,
- Guy Charron,
- Lude Check,
- Chris Chelios,
- Tim Cheveldae,
- Real Chevrefils,
- Alain Chevrier,
- Steve Chiasson,
- Dino Ciccarelli,
- Chris Cichocki,
- Wendel Clark,
- Dan Cleary,
- Rejean Cloutier,
- Roland Cloutier,
- Steve Coates,
- Paul Coffey,
- Carlo Colaiacovo,
- Erik Cole,
- Bill Collins,
- Brian Conacher,
- Charlie Conacher,
- Jim Conacher,
- Roy Conacher,
- Ty Conklin,
- Wayne Connelly,
- Chris Conner,
- Bob Cook,
- Norm Corcoran,
- Murray Costello,
- Gerry Couture,
- Bart Crashley,
- Murray Craven,
- Bobby Crawford,
- Cory Cross,
- Doug Crossman,
- Gary Croteau,
- Troy Crowder,
- Roger Crozier,
- Wilf Cude,
- Barry Cullen,
- Ray Cullen,
- Jim Cummins,
- Ian Cushenan,

## D
- Joe Daley,
- Mathieu Dandenault,
- Pavel Dacjuk,
- Bob Davis,
- Lorne Davis,
- Mal Davis,
- Billy Dea,
- Don Deacon,
- Nelson DeBenedet,
- Denis DeJordy,
- Danny DeKeyser,
- Gilbert Delorme,
- Alex Delvecchio,
- Boyd Devereaux,
- Al Dewsbury,
- Ed Diachuk,
- Bob Dillabough,
- Cecil Dillon,
- Bill Dineen,
- Peter Dineen,
- Connie Dion,
- Marcel Dionne,
- Par Djoos,
- Gary Doak,
- Bobby Dollas,
- John Doran,
- Lloyd Doran,
- Ken Doraty,
- Kent Douglas,
- Les Douglas,
- Aaron Downey,
- Dallas Drake,
- Kris Draper,
- René Drolet,
- Clare Drouillard,
- Gilles Dube,
- Steve Duchesne,
- Ron Duguay,
- Lorne Duguid,
- Blake Dunlop,

## E
- Bruce Eakin,
- Murray Eaves,
- Patrick Eaves
- Tim Ecclestone,
- Roy Edwards,
- Pat Egan,
- Gerry Ehman,
- Boris Elik,
- Darren Eliot,
- Matt Ellis,
- Cory Emmerton,
- Hap Emms,
- Anders Eriksson,
- Bob Errey,
- Bob Essensa,
- Chris Evans,
- Stewart Evans

## F
- Bob Falkenberg,
- Alex Faulkner,
- Bernie Federko,
- Szergej Fjdorov,
- Brent Fedyk,
- Lorne Ferguson,
- Mark Ferner,
- Landon Ferraro,
- Vjacseszlav Fetyiszov,
- Guyle Fielder,
- Jiří Fischer,
- Dunc Fisher,
- Joe Fisher,
- Valtteri Filppula,
- Lee Fogolin Sr.,
- Rick Foley,
- Mike Foligno,
- Bill Folk,
- Len Fontaine,
- Val Fonteyne,
- Dwight Foster,
- Harry Foster,
- Bob Francis,
- Jimmy Franks,
- Johan Franzen,
- Tim Friday,
- Miroslav Frycer,
- Robbie Ftorek,

## G
- Bill Gadsby,
- Jody Gage,
- Dave Gagnon,
- John Gallagher,
- Gerard Gallant,
- George Gardner,
- Danny Gare,
- Johan Garpenlöv,
- Dave Gatherum,
- Fern Gauthier,
- George Gee,
- Ed Giacomin,
- Roy Giesebrecht,
- Gilles Gilbert,
- Brent Gilchrist,
- Todd Gill,
- Art Giroux,
- Larry Giroux,
- Luke Glendening,
- Lorry Gloeckner,
- Fred Glover,
- Howie Glover,
- Warren Godfrey,
- Pete Goegan,
- Bob Goldham,
- Leroy Goldsworthy,
- Yan Golubovsky,
- Ebbie Goodfellow,
- Teddy Graham,
- Danny Grant,
- Doug Grant,
- Leo Gravelle,
- Adam Graves,
- Gerry Gray,
- Harrison Gray,
- Mike Green
- Rick Green,
- Stu Grimson,
- Lloyd Gross,
- Don Grosso,
- Danny Gruen,
- Bep Guidolin,
- Jonas Gustavsson,

## H
- Marc Habscheid,
- Lloyd Haddon,
- Gordon Haidy,
- Len Haley,
- Bob Halkidis,
- Glenn Hall,
- Murray Hall,
- Doug Halward,
- Jean Hamel,
- Ted Hampson,
- Glen Hanlon,
- Dave Hanson,
- Emil Hanson,
- Terry Harper,
- Billy Harris,
- Ron Harris,
- Ted Harris,
- Gerry Hart,
- Doug Harvey,
- Fred Harvey,
- Dominik Hašek,
- Derian Hatcher,
- Ed Hatoum,
- George Hay,
- Jim Hay,
- Galen Head,
- Rich Healey,
- Darren Helm,
- Paul Henderson,
- Jack Hendrickson,
- Art Herchenratter,
- Bryan Hextall, Jr.,
- Dennis Hextall,
- Glenn Hicks,
- Tim Higgins,
- Jim Hiller,
- Wilbert Hiller,
- Larry Hillman,
- John Hilworth,
- Kevin Hodson,
- Bill Hogaboam,
- Ken Holland,
- William Hollett,
- Bucky Hollingworth,
- Charlie Holmes,
- Tomas Holmström,
- Johnny Holota,
- Pete Horeck,
- Marián Hossa,
- Doug Houda,
- Jimmy Howard,
- Gordie Howe,
- Mark Howe,
- Syd Howe,
- Steve Hrymnak,
- Willie Huber,
- Jiří Hudler,
- Ronnie Hudson,
- Brent Hughes,
- Brett Hull,
- Dennis Hull,
- Matt Hussey,

## I
- Miroslav Ihnačák,
- Peter Ing,
- Earl Ingarfield, Jr.,
- Ron Ingram,

## J
- Harold Jackson,
- Doug Janik,
- Lou Jankowski,
- Gary Jarrett,
- Pierre Jarry,
- Larry Jeffrey,
- Bill Jennings,
- Al Jensen,
- Al Johnson,
- Brian Johnson,
- Dan Johnson,
- Earl Johnson,
- Greg Johnson,
- Larry Johnston,
- Ed Johnstone,
- Greg Joly,
- Alvin Jones,
- Curtis Joseph,
- Eddie Joyal,
- Tomáš Jurčo,

## K
- Frank Kane,
- Al Karlander,
- John Keating,
- Dave Kelly,
- Leonard Kelly,
- Pete Kelly,
- Forbes Kennedy,
- Sheldon Kennedy,
- Alan Kerr,
- Brian Kilrea,
- Hec Kilrea
- Ken Kilrea,
- Wally Kilrea,
- Jakub Kindl
- Kris King,
- Scott King,
- Mark Kirton,
- Kelly Kisio,
- Petr Klima,
- Mike Knuble,
- Joe Kocur,
- Ladislav Kohn,
- Steve Konroyd,
- Vlagyimir Konsztantyinov,
- Tomáš Kopecký,
- Jim Korn,
- Mike Korney,
- Chris Kotsopoulos,
- Vjacseszlav Kozlov,
- Dale Krentz,
- Niklas Kronwall,
- Jim Krulicki,
- Uwe Krupp,
- Gord Kruppke,
- Mike Krushelnyski,
- Dave Kryskow,
- Mark Kumpel,
- Makszim Kuznyecov,

## L
- Leo Labine,
- Dan Labraaten,
- Randy Ladouceur,
- Mark Laforest,
- Claude LaForge,
- Roger Lafreniere,
- Serge Lajeunesse,
- Hec Lalande,
- Joe Lamb,
- Mark Lamb,
- Lane Lambert,
- Marc Lamothe,
- Robert Lang,
- Josh Langfeld,
- Albert Langlois,
- Darryl Laplante,
- Martin Lapointe,
- Rick Lapointe,
- Igor Larjonov,
- Dylan Larkin,
- Reed Larson,
- Brian Lashoff
- Brian Lavender,
- Danny Lawson,
- Reggie Leach,
- Jim Leavins,
- Brett Lebda,
- Fern LeBlanc,
- Jean-Paul LeBlanc,
- René LeClerc,
- Manny Legace,
- Claude Legris,
- David Legwand,
- Ville Leino,
- Réal Lemieux,
- Tony Leswick,
- Dave Lewis,
- Herbie Lewis
- Nick Libett,
- Tony Licari,
- Nicklas Lidström,
- Andreas Lilja,
- Ted Lindsay,
- Carl Liscombe,
- Ed Litzenberger,
- Bill Lochead,
- Mark Lofthouse,
- Claude Loiselle,
- Barry Long,
- Ron Low,
- Larry Lozinski,
- Dave Lucas,
- Don Luce,
- Harry Lumley,
- Len Lunde,
- Tord Lundström,
- Pat Lundy,
- Chris Luongo,
- George Lyle,
- Jack Lynch,
- Vic Lynn,

## M
- Joey MacDonald,
- Lowell MacDonald,
- Parker MacDonald,
- Bruce MacGregor,
- Calum MacKay,
- Howard Mackie,
- Donald MacLean,
- Paul MacLean,
- Rick MacLeish,
- Brian MacLellan,
- John MacMillan,
- Jamie Macoun,
- Frank Mahovlich,
- Pete Mahovlich,
- Mark Major,
- Dan Maloney,
- Steve Maltais,
- Kirk Maltby,
- Randy Manery,
- Ken Mann,
- Bob Manno,
- Norm Maracle,
- Lou Marcon,
- Alekszej Marcsenko,
- Gus Marker,
- Danny Markov,
- Brad Marsh,
- Gary Marsh,
- Bert Marshall,
- Clare Martin,
- Pit Martin,
- Don Martineau,
- Steve Martinson,
- Charlie Mason,
- Brad May
- Gary McAdam,
- Jerome McAtee,
- Doug McCaig,
- Rick McCann,
- Tom McCarthy,
- Darren McCarty,
- Kevin McClelland,
- Thomas McCollum,
- Bob McCord,
- Dale McCourt,
- Bill McCreary, Sr.,
- Brad McCrimmon,
- Brian McCutcheon,
- Ab McDonald,
- Byron McDonald,
- Wilfred McDonald,
- Al McDonough,
- Bill McDougall,
- Peter McDuffe,
- Mike McEwen,
- Jim McFadden,
- Bob McGill,
- Tom McGratton,
- Jack McIntyre,
- Doug McKay,
- Randy McKay,
- Walt McKechnie,
- Tony McKegney,
- Don McKenney,
- Bill McKenzie,
- John McKenzie,
- Andrew McKim,
- Rollie McLenahan,
- Al McLeod,
- Don McLeod,
- Mike McMahon,
- Max McNab,
- Billy McNeill,
- Stu McNeill,
- Basil McRae,
- Chris McRae,
- Pat McReavy,
- Derek Meech,
- Tom Mellor,
- Gerry Melnyk,
- Barry Melrose,
- Howie Menard,
- Glenn Merkosky,
- Corrado Micalef,
- Nick Mickoski,
- Hugh Millar,
- Greg Millen,
- Drew Miller,
- Kevin Miller,
- Perry Miller,
- Tom Miller,
- Eddie Mio,
- Dmitrij Mironov,
- John Miszuk,
- Bill Mitchell,
- Mike Modano,
- Ron Moffatt,
- John Mokosak,
- Garry Monahan,
- Hank Monteith,
- Don Morrison,
- Jim Morrison,
- Rod Morrison,
- Dean Morton,
- Gus Mortson,
- Alex Motter,
- Johnny Mowers,
- Mark Mowers,
- Petr Mrázek,
- Wayne Muloin,
- Don Murdoch,
- Brian Murphy,
- Joe Murphy,
- Larry Murphy,
- Ron Murphy,
- Ken Murray,
- Terry Murray,
- Jan Mursak
- Anders Myrvold,

## N
- Jim Nahrgang,
- Václav Nedomanský,
- Andrej Nestrašil,
- Kris Newbury,
- Rick Newell,
- Eddie Nicholson,
- Jim Niekamp,
- Jim Nill,
- Ted Nolan,
- Brad Norton,
- Lee Norwood,
- Tomáš Nosek,
- Hank Nowak,
- Gustav Nyquist,

## O
- Mike O’Connell,
- Adam Oates,
- Gerry Odrowski,
- John Ogrodnick,
- Fredrik Olausson,
- Murray Oliver,
- Dennis Olson,
- Jimmy Orlando,
- Mark Osborne,
- Chris Osgood,
- Xavier Ouellet,

## P
- Brad Park,
- Joe Paterson,
- George Patterson,
- Butch Paul,
- Marty Pavelich,
- Jim Pavese,
- Mark Pederson,
- Bert Peer,
- Bob Perreault,
- Jimmy Peters,
- Jimmy Peters, Jr.,
- Brent Peterson,
- Gordon Pettinger,
- Robert Picard,
- Alex Pirus,
- Rob Plumb,
- Nels Podolsky,
- Bud Poile,
- Don Poile,
- Dennis Polonich,
- Poul Popiel,
- Marc Potvin,
- Dean Prentice,
- Noel Price,
- Keith Primeau,
- Bob Probert,
- André Pronovost,
- Marcel Pronovost,
- Metro Prystai,
- Teemu Pulkkinen,
- Cliff Purpur,
- Chris Pusey,
- Jamie Pushor,
- Nelson Pyatt,

## Q
- Bill Quackenbush,
- Kyle Quincey,

## R
- Yves Racine,
- Brian Rafalski,
- Clare Raglan,
- Mike Ramsey,
- Bill Ranford,
- Matt Ravlich,
- Marc Reaume,
- Billy Reay,
- Mickey Redmond,
- Earl Reibel,
- Jerry Reid,
- Leo Reise Jr.,
- Brad Richards,
- Dave Richardson,
- Terry Richardson,
- Steve Richmond,
- Vincent Riendeau,
- Dennis Riggin,
- Jack Riley,
- Bob Ritchie,
- Jamie Rivers,
- Wayne Rivers,
- John Roach,
- Phil Roberto,
- Doug Roberts,
- Earl Robertson,
- Fred Robertson,
- Torrie Robertson,
- Nathan Robinson,
- Luc Robitaille,
- Mike Robitaille,
- Desse Roche,
- Earl Roche,
- Dave Rochefort,
- Leon Rochefort,
- Marc Rodgers,
- Stacy Roest,
- Dale Rolfe,
- Felix Rossignol,
- Orville Roulston,
- Bob Rouse,
- Tom Rowe,
- Bernard Ruelle,
- Pat Rupp,
- Jim Rutherford,

## S
- Börje Salming,
- Barry Salovaara,
- Mikael Samuelsson,
- Ulf Samuelsson,
- Ed Sandford,
- Tomas Sandström,
- Bob Sauvé,
- Terry Sawchuk,
- Kevin Schamehorn,
- Mathieu Schneider,
- Jim Schoenfeld,
- Dwight Schofield,
- Enio Sclisizzi,
- Earl Seibert,
- Ric Seiling,
- Brendan Shanahan,
- Daniel Shank,
- Jeff Sharples,
- Riley Sheahan,
- Doug Shedden,
- Bobby Sheehan,
- Tim Sheehy,
- Ray Sheppard,
- John Sherf,
- Gordon Sherritt,
- Jim Shires,
- Steve Short,
- Gary Shuchuk,
- Dave Silk,
- Mike Sillinger,
- Cully Simon,
- Thain Simon,
- Cliff Simpson,
- Reggie Sinclair,
- Darryl Sittler,
- Bjørn Skaare,
- Glen Skov,
- Jiří Šlégr,
- Al Smith,
- Brad Smith,
- Brendan Smith
- Brian Smith,
- Carl Smith,
- Dalton Smith,
- Derek Smith,
- Floyd Smith,
- Greg Smith,
- Normie Smith,
- Rick Smith,
- Ted Snell,
- Harold Snepsts,
- Sandy Snow,
- Dennis Sobchuk,
- Ken Solheim,
- Bob Solinger,
- John Sorrell,
- Fred Speck,
- Ted Speers,
- Irv Spencer,
- Ryan Sproul,
- André St. Laurent,
- Sam St. Laurent,
- Ron Stackhouse,
- Ed Stankiewicz,
- Harold Starr,
- Wilfie Starr,
- Vic Stasiuk,
- Ray Staszak,
- Greg Stefan,
- Pete Stemkowski,
- Blair Stewart,
- Gaye Stewart,
- Jack Stewart,
- Gordon Strate,
- Art Stratton,
- Barry Sullivan,
- Bill Sutherland,

## T
- John Taft,
- Jean-Guy Talbot,
- Chris Tancill,
- Tomáš Tatar
- Billy Taylor,
- Ted Taylor,
- Tim Taylor,
- Larry Thibeault,
- Steve Thomas,
- Tiny Thompson,
- Errol Thompson,
- Bill Thomson,
- Jerry Toppazzini,
- Larry Trader,
- Dave Trottier,
- Joe Turner,

## U
- Norm Ullman,
- Garry Unger,

## V
- Rogatien Vachon,
- Eric Vail,
- Rick Vasko,
- Darren Veitch,
- Pat Verbeek,
- Mike Vernon,
- Dennis Vial,
- Doug Volmar,
- Carl Voss,

## W
- Bob Wall,
- Jesse Wallin,
- Wes Walz,
- Aaron Ward,
- Eddie Wares,
- Bryan Watson,
- Harry Watson,
- Jim Watson,
- Brian Watts,
- Tom Webster,
- Cooney Weiland,
- Stan Weir,
- Stephen Weiss,
- Carl Wetzel,
- Ian White,
- Bob Whitelaw,
- Ray Whitney,
- Archie Wilder,
- Bob Wilkie,
- Burr Williams,
- Tiger Williams,
- Fred Williams,
- Jason Williams,
- Johnny Wilson,
- Larry Wilson,
- Rick Wilson,
- Ross Wilson,
- Murray Wing,
- Eddie Wiseman,
- Steve Wojociechowski,
- Benny Woit,
- Mike Wong,
- Paul Woods,
- Jason Woolley,
- Ken Wregget,
- Larry Wright,

## Y
- Jason York,
- B. J. Young,
- Doug Young,
- Howie Young,
- Warren Young,
- Paul Ysebaert,
- Steve Yzerman,

## Z
- Larry Zeidel,
- Ed Zeniuk,
- Henrik Zetterberg,
- Rick Zombo,
- Rudy Zunich,
- Marek Židlický,